# Andreea Cacovean
Andreea Cacovean (Turda, Rumania, 15 de septiembre de 1978) es una gimnasta artística rumana, campeona del mundo en 1995 en el concurso por equipos.

## Carrera deportiva
En el Mundial de Birmingham 1993 gana el bronce en la prueba de barras asimétricas, tras las estadounidenses Shannon Miller (oro) y Dominique Dawes (plata).
En el Mundial de Sabae 1995 gana el oro por equipos, por delante de China (plata) y Estados Unidos (bronce), siendo sus compañeras de equipo: Lavinia Milosovici, Gina Gogean, Simona Amanar, Alexandra Marinescu, Claudia Presacan y Nadia Hategan.